# Bildtafel der Verkehrszeichen in Armenien
Die Bildtafel der Verkehrszeichen in Armenien zeigt eine Auswahl der gegenwärtig gültigen Verkehrszeichen in Armenien. Armenien ist Unterzeichner des Wiener Übereinkommens über den Straßenverkehr und des Wiener Übereinkommens über Straßenverkehrszeichen.

## Warnzeichen

Warnzeichen
Gefährliche Kurve nach rechts
Gefährliche Kurve nach links
Gefährliche Kurve, zuerst nach rechts
Gefährliche Kurve, zuerst nach links
Steiler Hügel abwärts
Steiler Hügel aufwärts
Straße verengt sich auf beiden Seiten
Straße verengt sich auf der rechten Seite
Straße verengt sich auf der linken Seite
Öffnende oder drehbare Brücke
Kaianlage oder Fährhafen
Unebene Straße
Fahrbahnschwellen
Schwacher Straßenrand
Rutschige Straße
Rollsplit
Steinschläge
Fußgängerübergang
Kinder
Radfahrer
Tiere (Rinder)
Tiere (Hirsche)
Straßenbauarbeiten
Ampel
Kreuzung ohne Vorfahrt
Kreisverkehr
Verkehr in beide Richtungen
Stau wahrscheinlich
Bahnübergang mit Schranken
Bahnübergang ohne Schranken
Bahnübergang (eingleisig)
Bahnübergang (mehrere Gleise)
Straßenbahn
Dreistreifige Bake vor Bahnübergang
Zweistreifige Bake vor Bahnübergang
Einstreifige Bake vor Bahnübergang
Dreistreifige Bake vor Bahnübergang
Zweistreifige Bake vor Bahnübergang
Einstreifige Bake vor Bahnübergang
Flughafen
Seitenwinde
Sonstige Gefahren (die Gefahr muss durch ein Zusatzschild gekennzeichnet sein)

## Vorfahrtszeichen

Vorfahrtszeichen
Vorfahrtstraße
Ende der Vorfahrtstraße
Vorfahrt vor beiden Seitenstraßen
Vorfahrt vor Straße von rechts
Vorfahrt vor Straße von links
Vorfahrt vor Straße von schräg rechts
Vorfahrt vor Straße von schräg links
Einmündender Verkehr, von rechts
Einmündender Verkehr, von links
Vorfahrt gewähren
Halt, Vorfahrt gewähren
Gegenverkehr Vorfahrt gewähren
Vorfahrt vor dem Gegenverkehr

## Verbotszeichen

Verbotszeichen
Einfahrt verboten
Für alle Fahrzeuge gesperrt
Keine Einfahrt für Autos
Keine Einfahrt für Lastwagen
Keine Einfahrt für Motorräder
Keine Einfahrt für Traktoren
Keine Einfahrt für Anhänger
Keine Einfahrt für von Tieren gezogene Fahrzeuge
Keine Einfahrt für Fahrräder
Kein Zutritt für Fußgänger
Gewichtsgrenze
Achslastgrenze
Höhenbegrenzung
Breitenbegrenzung
Längenbegrenzung
Mindestabstand
Zoll
Rechtsabbiegen verboten
Links abbiegen verboten
Wenden verboten
Überholverbot
Ende des Überholverbotes
Überholverbot für LKW
Ende des Überholverbotes für LKW
Höchstgeschwindigkeit (10 km/h)
Höchstgeschwindigkeit (20 km/h)
Höchstgeschwindigkeit (30 km/h)
Höchstgeschwindigkeit (40 km/h)
Höchstgeschwindigkeit (50 km/h)
Höchstgeschwindigkeit (60 km/h)
Höchstgeschwindigkeit (70 km/h)
Höchstgeschwindigkeit (80 km/h)
Höchstgeschwindigkeit (90 km/h)
Höchstgeschwindigkeit (100 km/h)
Höchstgeschwindigkeit (110 km/h)
Ende der Höchstgeschwindigkeit (50 km/h)
Hupen verboten
Halteverbot
Parkverbot
Parken verboten an ungeraden Tagen
Parken verboten an geraden Tagen
Ende sämtlicher Streckenverbote
Einfahrtverbot für Kraftfahrzeuge mit gefährlichen Gütern
Einfahrtverbot für Kraftfahrzeuge mit explosiven oder entflammbaren Gütern

## Vorschriftszeichen

Vorschriftszeichen
Vorgeschriebene Fahrtrichtung – geradeaus
Vorgeschriebene Fahrtrichtung – rechts
Vorgeschriebene Fahrtrichtung – links
Vorgeschriebene Fahrtrichtung – geradeaus und rechts
Vorgeschriebene Fahrtrichtung – geradeaus und links
Vorgeschriebene Vorbeifahrt – rechts vorbei
Vorgeschriebene Vorbeifahrt – links vorbei
Kreisverkehr
Radweg
Fußgängerweg
Vorgeschriebene Mindestgeschwindigkeit
Ende der vorgeschriebenen Mindestgeschwindigkeit
Vorgeschriebene Fahrtrichtung für Kraftfahrzeuge mit gefährlichen Gütern – geradeaus
Vorgeschriebene Fahrtrichtung für Kraftfahrzeuge mit gefährlichen Gütern – rechts
Vorgeschriebene Fahrtrichtung für Kraftfahrzeuge mit gefährlichen Gütern – links

## Hinweiszeichen

Hinweiszeichen
Autobahn
Ende der Autobahn
Kraftfahrstraße
Ende der Kraftfahrstraße
Einbahnstraße
Ende der Einbahnstraße
Einbahnstraße von rechts
Einbahnstraße von links
Zusatzfahrstreifen rechts
Zusatzfahrstreifen rechts, Mindestgeschwindigkeit links
Zusatzfahrstreifen links
Fahrstreifentafel mit Geschwindigkeits-
Bushaltestelle
Straßenbahnhaltestelle
Fußgängerüberweg
Fußgängerüberweg
Bremsschwelle
Wohnstraße
Ende der Wohnstraße
Ortsschild
Ortsschild Ende
Beginn der Stadt
Ende der Stadt
Parkzone
Informationstafel an Grenzübergangsstellen
Richtgeschwindigkeit
Parkplatz
Notfallspur
Fußgängerunterführung
Fußgängerunterführung
Sackgasse
Sackgasse rechts
Sackgasse links
Blockumfahrung

## Servicezeichen

Servicezeichen
Erste Hilfe
Krankenhaus
Tankstelle (in 800 Metern)
Werkstatt (in 100 Metern rechts)
Öffentliches Telefon
Restaurant
Hotel
Zeltplatz
Rastplatz

## Zusatzzeichen

Zusatzzeichen
Entfernung
Halt in 250 Metern
100 Meter nach rechts
300 Meter nach links
Abschnittslänge 100 Meter
Beginn eines Abschnittes in 10 Metern
Innerhalb eines Abschnittes
Ende eines Abschnittes
Richtung der Vorfahrtstraße
Nur Schwerbehinderte